# Grevenberg
Grevenberg ist ein Stadtteil von Würselen in der Städteregion Aachen.

## Geschichte
Seit dem 19. Jahrhundert gehörte Grevenberg zur Gemeinde Würselen im Landkreis Aachen. Bei der Volkszählung von 1885 war Grevenberg mit 800 Einwohnern hinter dem Ortskern von Würselen und Morsbach der drittgrößte Ortsteil der Gemeinde Würselen. Im Jahre 1924 wurde der Gemeinde Würselen die Rheinische Städteordnung verliehen. Der Würselener Stadtteil Grevenberg beherbergte die Hauptpost der Stadt Würselen bis zum Neubau am Lindenplatz. Diese lag ehemals an der Ecke Kaiserstraße/Elchenrather Straße (heute: Gaststätte Posthotel).

## Straßenverzeichnis
Der Ortsteil Grevenberg umfasst neben der Grevenberger Straße noch die Lehnstraße, Kaiserstraße (ungerade Seite zwischen Haus-Nr. 85 und 147), Bahnhofstraße zwischen Kaiserstraße und Aachener Straße, Maarstraße, Schweilbacher Straße bis zur Einmündung Maarstraße, Eibenstraße, Weißdornstraße, Gracht, Morsbacher Straße bis zur Einmündung Teutstraße, die Elchenrather Straße bis zur Einmündung Solvaystraße, das Gelände der ehem. Solvaywerke (heute besser bekannt als Reckergelände).

## Herkunft der Ortsteilbezeichnung
Geistliche und weltliche Standesnamen sind gern gebrauchte Kompositionselemente für Ortsnamen: Bischöfe, Pfaffe, Propst – Kaiser, Fürst, Herzog und Ritter tauchen vorwiegend als Bestimmungsworte auf. Auch die Standesbezeichnung Graf mit ihren Varianten Gräf(e), Greve, Grebe ist bei diesem Ortsnamentypus auszumachen.
Die Ausgangsbedeutung ist noch erkennbar in Grebe, Greve Dorfrichter, Dorfvorstand, Schultheiß im Hessischen und anderen deutschen Sprachgebieten. Eine besondere Bedeutungsentwicklung weist der Aachener Raum auf, wo Griev und Greve alt für Zunftvorsteher, Gildemeister belegt sind. Auch die Amtsbezeichnung aus dem Frostverwaltungswesen Holzgreve ist hier bekannt. Diese Formen sind nicht wie Graf auf althochdeutsch gravo zurückzuführen, sondern entstammen der Nebenform althochdeutsch gravio (mitteldeutsch grebe, mittelniederdeutsch greve).
Das Würselener Toponym Grevenberg zeigt als Bestimmungswort ebendiesen Namensteil Greve(n)-. Ob hier ehemals adeliger Besitz war, ob ein Zunftmeister oder ein Forstverwalter den Namen gab, ist nicht nachvollziehbar. Der Ort im ehemaligen Würselener Quartier erhielt jedenfalls seinen Namen als Bezeichnung für des Greven Berg.

## Urkundliche Erwähnungen
- 1491 Gravenberg
- 1569 Greuvenberg (Fries-Karte)
- 1640 Grevenbergh (Hatzefeldischer Schatz 140r)
- 1777 Grevenberg (Copzo-Karte)
- 1805/07 Grevenberg (Tranchot/v. Müffling-Karte)
- 1863 Grevenberg (Kreiskarte Aachen)

## Sonstiges
Auch in Grevenberg gab es früher mal ein Jungenspiel. Dieses fand jedoch letztmals im Jahre 1954 statt. Damals war es sogar das innerstädtische Königsspiel. König der St. Sebastianusschützen 1624 Würselen war seinerzeit Josef Göttgens. Der letzte König der St. Sebastianus Schützen-Gesellschaft 1624 e. V., der für das Grevenbergeer Jungenspiel geschossen hat, war Josef Sulski im Jahre 1963. Der letzte Maikönig in Grevenberg war Robert Bock.
In Grevenberg befand sich der ungefähre Kreuzungspunkt der Bahnstrecke mit der Bundesstraße 57 am Bahnhof Grevenberg.